# 朱紉蘭
朱紉蘭（?—?），字秋漪，江西南昌縣（今屬南昌市）人。清朝官員。
朱紉蘭於乾隆三十四年（1769年）中式己丑科二甲第四十名進士。選翰林院庶吉士，散館歸班，授知縣。历官永順府同知。官至湖南岳州府通判。
工詩，有《愚懵山人诗钞》。《晚晴簃詩匯》收其詩。